# Sergej Mironov
Sergej Michailovič Mironov (in russo Серге́й Миха́йлович Миро́нов?; Leningrado, 14 febbraio 1953) è un politico russo, presidente del Consiglio Federale e della camera alta del parlamento russo dal 2001 al 2011.
È leader del partito Russia Giusta presso il parlamento russo.

## Biografia
Dopo essere entrato a far parte del Komsomol nel 1967, negli anni '70 prestò servizio nelle truppe aviotrasportate dell'esercito sovietico. Nel 1973 fu eletto vice segretario del comitato del Komsomol sul lavoro educativo ideologico presso l'Istituto minerario di Leningrado. Dopo un breve periodo di lavoro come imprenditore, diede inizio alla sua carriera politica e nel 1994 fu eletto deputato dell'Assemblea legislativa di San Pietroburgo. Nel 2000 divenne vice capo della sede elettorale di Vladimir Putin a San Pietroburgo per le elezioni presidenziali.
Nel dicembre 2001 venne eletto presidente del Consiglio Federale della Russia, mentre nell'ottobre 2006 divenne leader del nuovo partito di opposizione di sinistra Russia Giusta (in russo Справедливая Россия?, Spravedlivaja Rossija), formato dall'unione di Rodina, del Partito della vita e del Partito dei pensionati russi.
Mironov è considerato vicino al socialismo, poiché propone l'istituzione di tariffe speciali per gli acquisti statali di beni agricoli e un maggiore intervento statale nella regolamentazione dei prezzi alimentari di base.

### Campagna presidenziale 2004
Mironov si è candidato alla presidenza alle elezioni presidenziali del 2004 come candidato del Partito russo per la vita. La sua candidatura è stata vista in gran parte come uno stratagemma per dare maggiore credito alle elezioni, poiché era ampiamente noto per essere un forte sostenitore di Vladimir Putin.   È stato anche citato per aver dichiarato: "Vogliamo tutti che Vladimir Putin sia il prossimo presidente".
Lo slogan della campagna di Mironov era "Giustizia e responsabilità". Ad ogni modo la maggior parte dei russi non conosceva Mironov ed era disinteressata alla sua candidatura.

### Campagna presidenziale 2012
Candidato di Russia giusta nel 2012, Mironov, nominato dal suo partito nel dicembre 2011, ha chiesto il ritorno a un modello di governo socialista. Ha affermato di prevedere una vittoria di Putin, ma ha anche dichiarato che avrebbe sostenuto Gennadij Zjuganov in un ipotetico ballottaggio contro Putin.
Alle elezioni presidenziali in Russia del 2012 ha ottenuto il 3,86% dei voti.

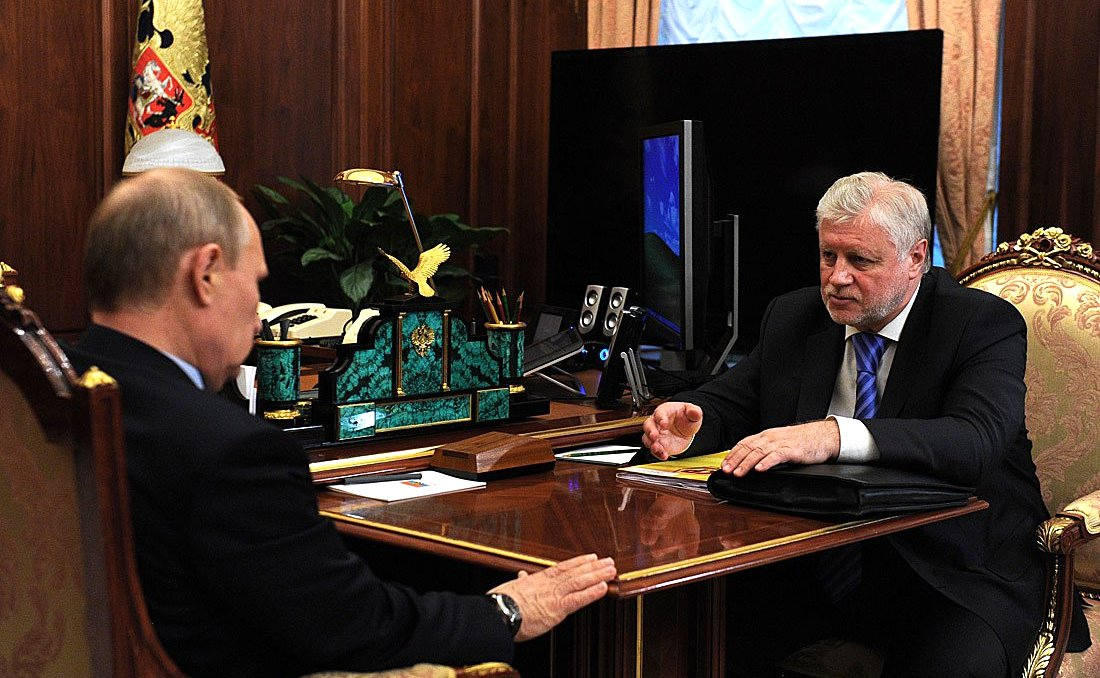
Vladimir Putin e Sergej Mironov discutono di un'alleanza parlamentare

Nel marzo 2014 è stato incluso nell'elenco delle persone sanzionate dal governo ucraino a causa del loro coinvolgimento diretto o presunto nell'Occupazione russa della Crimea. Il 25 luglio dello stesso anno, nel corso di un'insurrezione russa armata nel Donbass, il Ministero dell'Interno ucraino ha avviato un procedimento penale contro Mironov per presunto sostegno finanziario agli insorti armati.

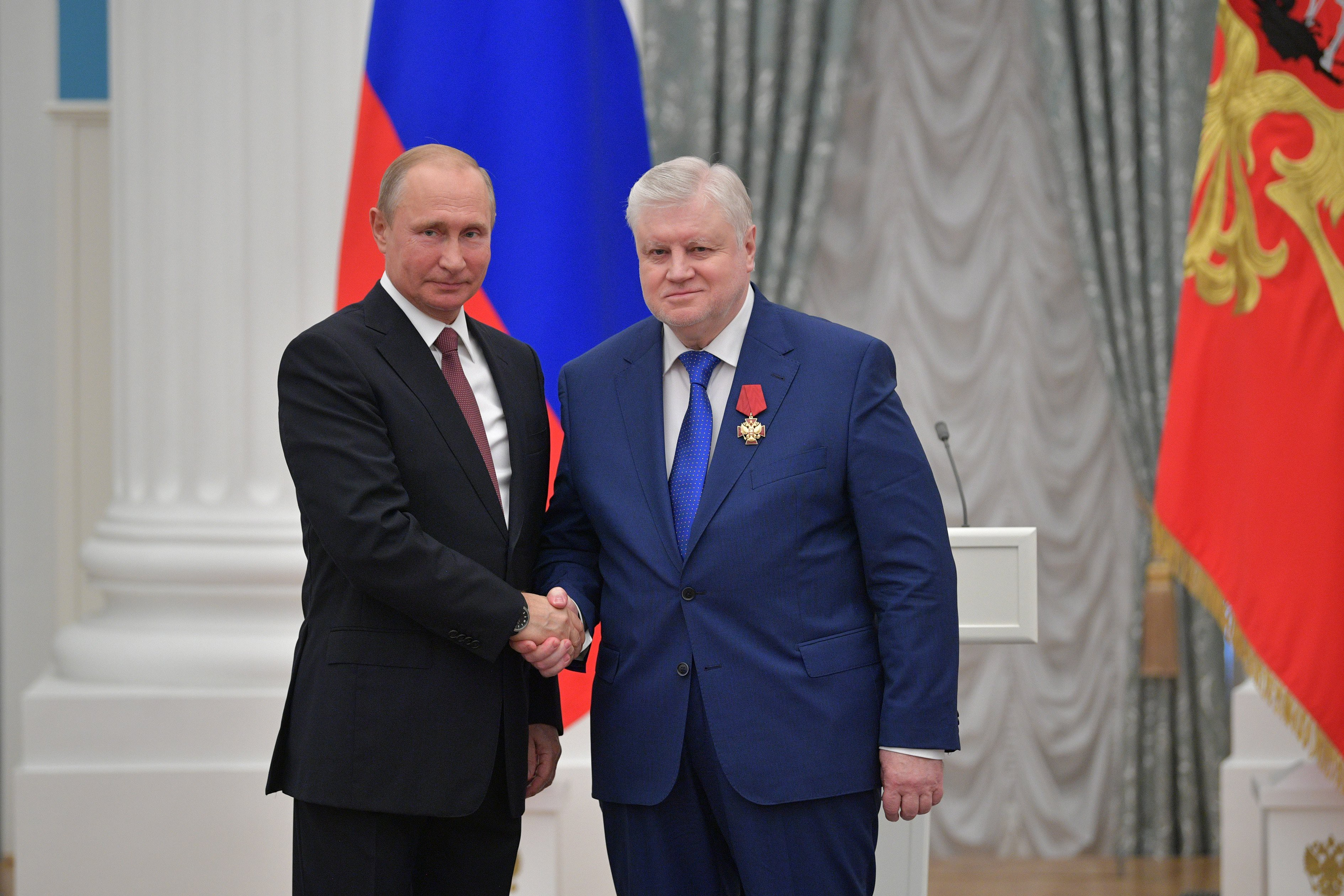
Vladimir Putin e Sergej Mironov nel 2018

Nel 2018 ha deciso di non candidarsi alle elezioni presidenziali, sostenendo la candidatura del presidente Vladimir Putin. Dal 2020 sostiene il governo di Michail Vladimirovič Mišustin per il partito Russia Unita.
Durante l'invasione russa dell'Ucraina nel 2022, ha definito il governo ucraino un "regime nazista" che "doveva essere distrutto".

## Vita privata
È attualmente sposato con Inna Varlamova.
Nel 2013, Sergei Mironov si è sposato per la quarta volta con la giornalista Ol'ga Radievskaja (nata nel 1984). Mironov ha un figlio da lei. Il matrimonio si è concluso con il divorzio.
La prima moglie di Mironov, Elena, è una guida turistica-traduttrice di professione. In questo matrimonio nacque il figlio Jaroslav. Dalla sua seconda moglie, la geologa Ljubov' Ivanovna, Mironov ha una figlia, Irina. La terza moglie di Mironov, Irina, è consigliere dell'Assemblea legislativa di San Pietroburgo. Mironov ha quattro nipoti tra cui Nadežda Tichonova, deputato dell'Assemblea legislativa di San Pietroburgo della VI convocazione. Candidata a governatore di San Pietroburgo alle elezioni del 2019.

## Accuse di corruzione
Secondo The Insider, pubblicato nel gennaio 2022, la famiglia di Sergei Mironov possiede un appartamento d'élite a Mosca del valore di 350 milioni di rubli, che è quasi 70 volte più del reddito annuale dichiarato ufficialmente dall'uomo politico. L'appartamento ha una superficie di 235 mq e si trova nel complesso residenziale "Park Palace" sul terrapieno Prečistenskaja. L'ex moglie di Mironov, Ol'ga e il loro figlio minore, vivono lì, e il suo proprietario ufficiale dal 2015 è il fratello di Ol'ga, che non poteva acquistare immobili così costosi con i propri soldi, poiché le entrate annuali della sua attività sono inferiori a 14 milioni di rubli. The Insider ha definito fittizio il divorzio di Sergej e Ol'ga Mironov, rilevando che continua a portare una fede nuziale al dito e che la sua pagina Facebook indica ancora che è sposata con Sergej Mironov.

## Risultati elettorali
| Elezione           | Voti      | %     | Esito      |
| ------------------ | --------- | ----- | ---------- |
| Presidenziali 2012 | 2.775.098 | 3,86% | ❌ 5 posto |